# Larissa González
Larissa González de Martínez es una política venezolana. Entre 2016 y 2021 se desempeñó como diputada suplente de la Asamblea Nacional por el estado Delta Amacuro.

## Carrera
Larissa egresó como abogada de la Universidad Santa María y tiene un postgrado en derecho corporativo en la Universidad Metropolitana. Según el Instituto Venezolano de los Seguros Sociales, hasta enero de 2015 cotizó para Servicios Ugma, C.A.
González fue electa como diputada suplente por la Asamblea Nacional por el estado Delta Amacuro para el periodo 2016-2021 en las elecciones parlamentarias de 2015, en representación de la Mesa de la Unidad Democrática (MUD). También fue candidata a gobernadora del estado por la MUD en las elecciones regionales de 2017. En 2019, Larissa fue incluida en una lista presentada por la diputada Delsa Solórzano de diputados, entre principales y suplentes, que han sido víctimas de «violaciones de sus derechos humanos, así como de amenazas, intimidación o suspensión ilegal de su mandato en el actual período legislativo». El mismo año también sufrió amenazas por parte de colectivos oficialistas, estando entre 17 diputados de la Asamblea Nacional que sufrieron ataques parecidos.
Estuvo entre los diputados que votaron, como suplente del diputado José Antonio España, para ratificar a Juan Guaidó como presidente de la Asamblea Nacional en la elección de la Comisión Delegada de la Asamblea de 2020. En 2021, estuvo entre los diputados que retiraron sus identificaciones como diputados de la Asamblea Nacional, después de las elecciones parlamentarias de 2020.
Fue presidenta de la Fundación del Niño y de la Asociación Civil Hogares de Cuidado Diario.

## Vida personal
Está casada con Luis Martínez Hidalgo, quien ha ha sido concejal, diputado y gobernador por dos periodos en el estado Monagas por el partido Acción Democrática, y quien para 2021 formaba parte de  Alianza Democrática, una coalición política integrada por partidos intervenidos por el Tribunal Supremo de Justicia oficialista y por individuos señalados de participar en la Operación Alacrán.